# Cryptocephalus parvulus

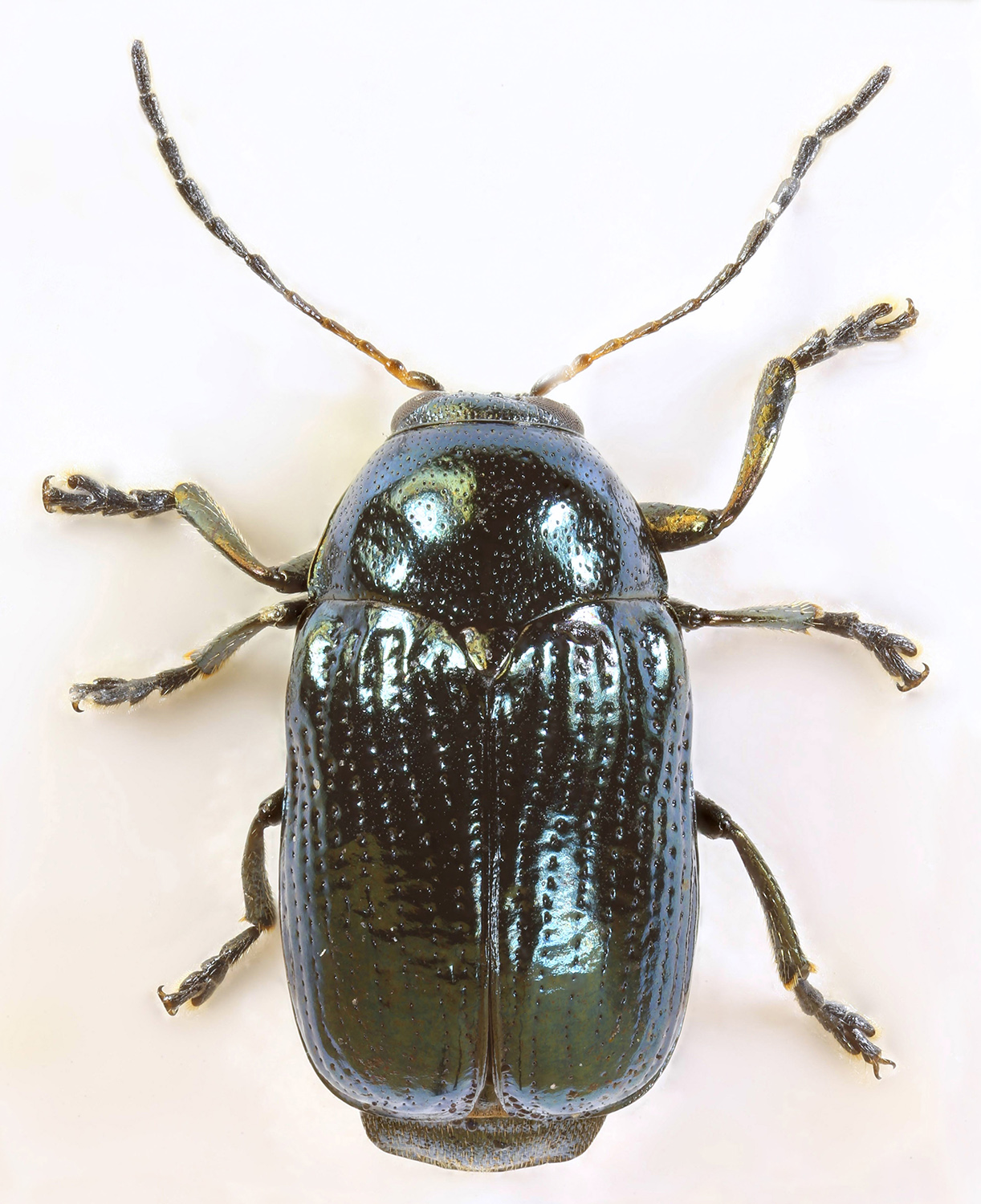
Präparat, Dorsalansicht

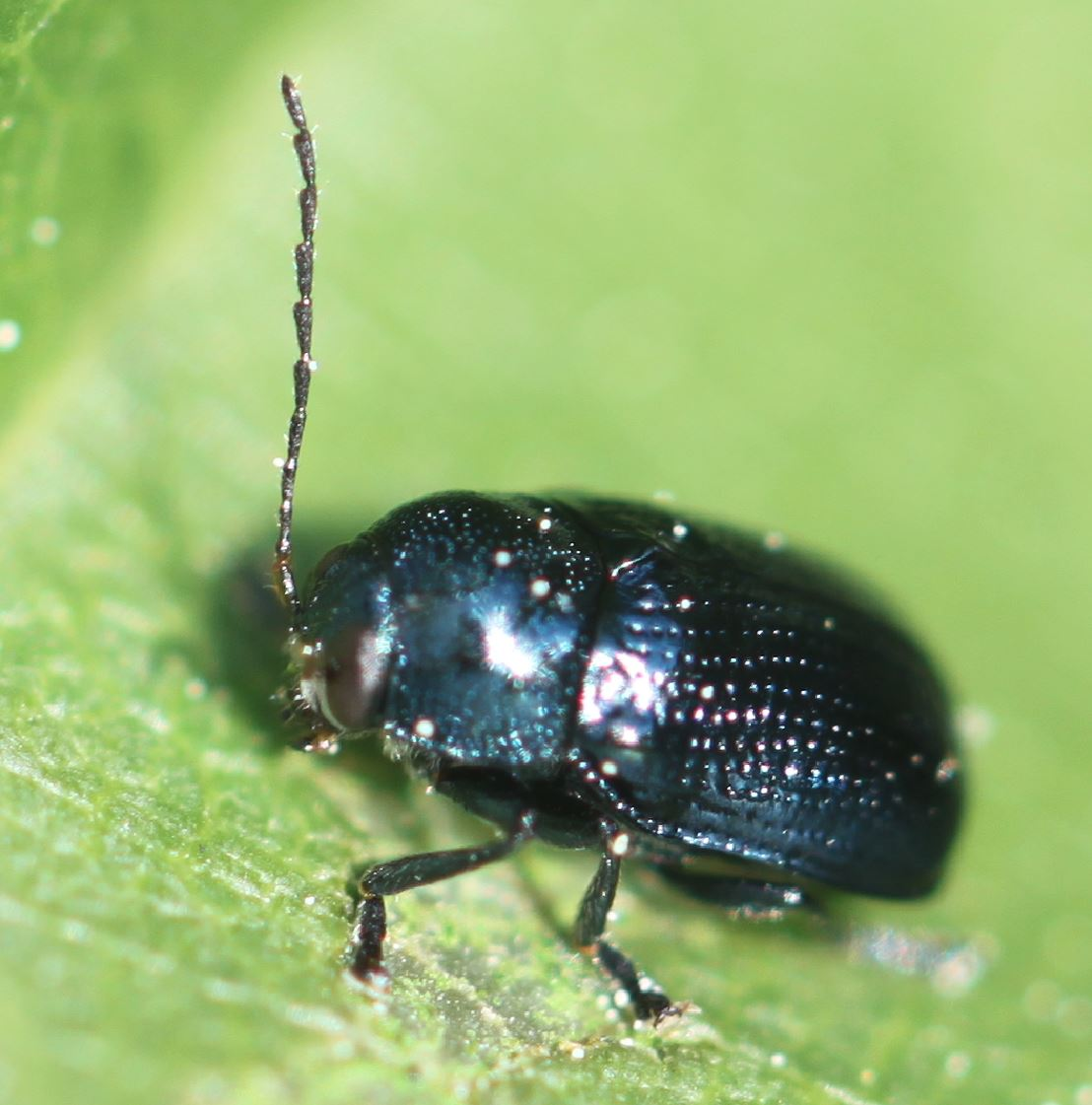

Cryptocephalus parvulus ist ein Käfer aus der Familie der Blattkäfer und der Unterfamilie der Fallkäfer (Cryptocephalinae).

## Merkmale des Käfers
Die Käfer erreichen eine Körperlänge von 2,8–4,5 mm. Sie sind metallisch blau oder grünlich gefärbt. Der Kopfschild ist weißgelb gefärbt. Der Halsschild weist häufig zwei sehr tiefe Schrägeindrücke auf. Der Seitensaum des Halsschilds ist überall gleich breit abgesetzt. Die ersten fünf Fühlerglieder sind gewöhnlich gelbbraun mit einer angedunkelten Oberseite. Die restlichen Fühlerglieder sind vollständig dunkel gefärbt. Über die Flügeldecken verlaufen deutliche Punktstreifen. Diese sind deutlich bis zur Spitze hin ausgebildet. Die Trochanteren sind braungelb gefärbt.

## Verbreitung
Cryptocephalus parvulus ist eine paläarktische Art. Sie ist in Europa fast überall vertreten. Im Osten reicht das Vorkommen bis nach Japan.

## Lebensweise
Die Käfer fliegen gewöhnlich von April bis Juli. Man findet sie insbesondere an jungen Birken, aber auch an Espen, Eichen, Haseln, Weiden und Kreuzdorn. Die Larven leben in einem Larvensack, der ihnen Schutz vor Fressfeinden bietet. Sie durchlaufen fünf Stadien. Die Larven überwintern im ersten und zweiten Stadium. Im Sommer legen die Larven, im dritten oder vierten Stadium, eine Diapause ein. Im fünften Larvenstadium findet eine weitere Überwinterung statt. Während die Imagines an den Blättern ihrer Wirtspflanzen fressen, ernähren sich die Larven hauptsächlich von deren welken Blättern.